# Okręg Bobigny
Okręg Bobigny (fr. Arrondissement de Bobigny) – okręg w północnej Francji. Populacja wynosi 574 tysiące.

## Podział administracyjny
W skład okręgu wchodzą następujące kantony:
- Bagnolet,
- Bobigny,
- Bondy-Nord-Ouest,
- Bondy-Sud-Est,
- Bourget,
- Drancy,
- Lilas,
- Montreuil-Est,
- Montreuil-Nord,
- Montreuil-Ouest,
- Noisy-le-Sec,
- Pantin-Est,
- Pantin-Ouest,
- Pavillons-sous-Bois,
- Romainville,
- Rosny-sous-Bois,
- Villemomble.